# Madame Sabatier

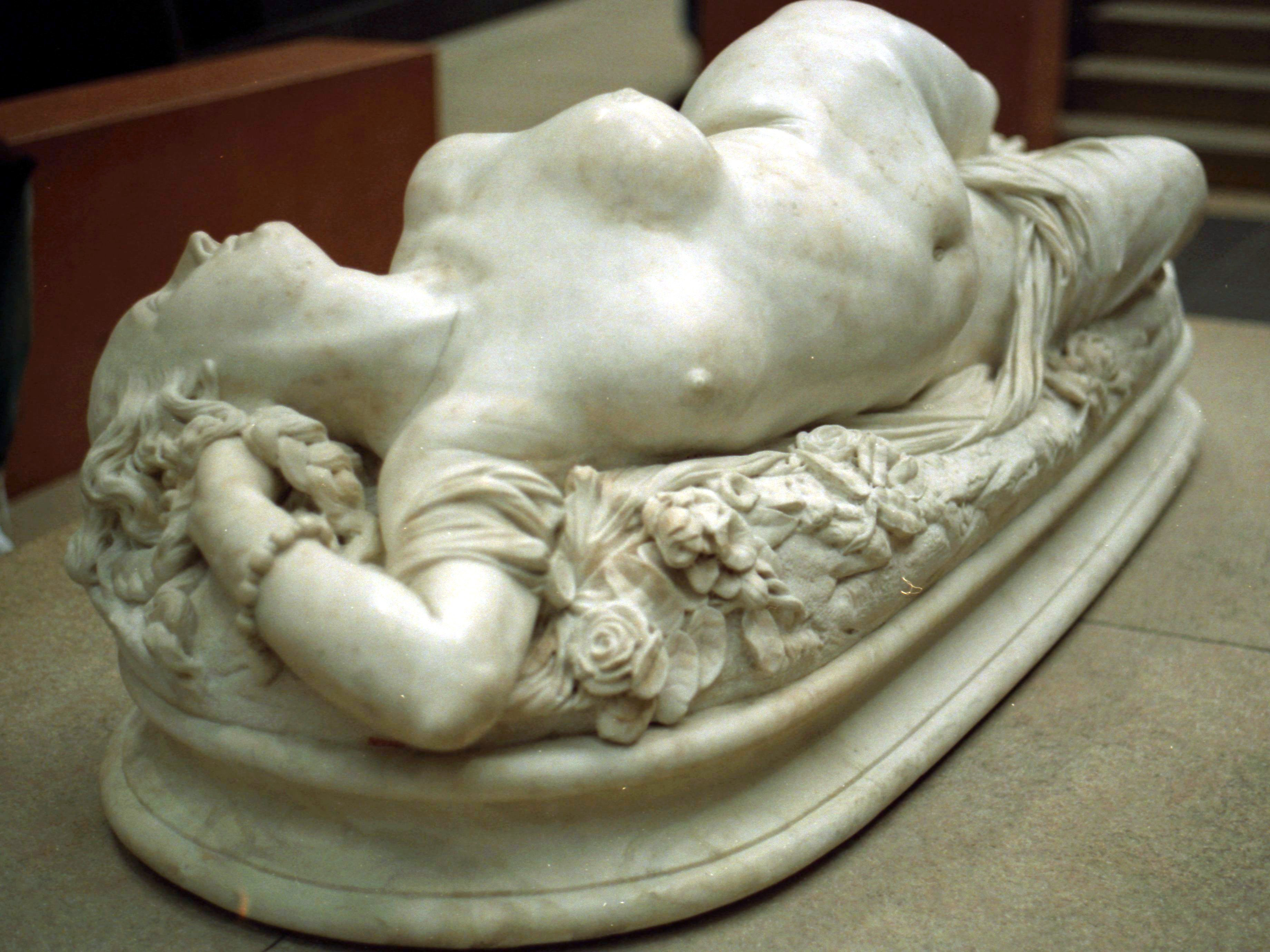
Femme piquée par un serpent. Beeltenis van Apollonie 'Madame' Sabatier, door Auguste Clésinger, 1847, Musée d'Orsay

Apollonie Sabatier (geboren als: Aglaé Joséphine Savatier), ook bekend als Madame Sabatier, (Mézières, 7 april 1822 - Neuilly-sur-Seine, 3 januari 1890) was een salonnière en courtisane die vanwege haar charmes, schoonheid en zondagse diners onder kunstenaars in het Parijs van de negentiende eeuw geliefd was.

## Leven
Aglaé Joséphine Savatier werd geboren in Mézières. Haar moeder was Marguerite Martin die als wasvrouw werkte voor graaf Louis Harmand d’Abancourt, haar biologische vader.  De graaf regelde na Aglaé's geboorte dat legersergeant André Savatier, die nabij het dorp gelegerd was, haar stiefvader werd. Martin en Savatier trouwden op 27 oktober 1825 in Parijs. 
De familie verhuisde naar Parijs, waar Aglaé na de lagere school bij de Opéra Garnier ging zingen. Daarna werd ze schildersmodel en poseerde voor het beeld Femme piquée par un serpent (1847) van Auguste Clésinger (1814-1883) dat tegenwoordig in het Musée d'Orsay is te zien. Dit beeld veroorzaakte een schandaal op de Salon van 1847 en maakte beeldhouwer en model beroemd.

## Salon
Ze had in die tijd de industrieel Alfred Mosselman leren kennen en bleef gedurende veertien jaar zijn minnares. Ze veranderde haar voornaam in Apollonie en haar achternaam in Sabatier dat ze beter vond klinken dan Savatier. In haar appartement, vlak bij Place Pigalle, organiseerde ze iedere zondag een diner-salon, waar vele kunstenaars bijeenkwamen die later beroemd zijn geworden, zoals Eugène Delacroix, Gustave Flaubert, Charles Baudelaire, Hector Berlioz, Ernest Feydeau, Théophile Gautier, Gustave Ricard. Met de meesten bleef ze haar hele leven bevriend.
Baudelaire schreef elf gedichten voor haar, Gautier slechts vier, maar vele erotische brieven. Flaubert baseerde een figuur uit zijn  roman De leerschool der liefde op haar, Feydeau schreef de roman Sophie over haar en ze werd vele malen geschilderd, onder meer door Gustave Courbet en Gustave Ricard.
Een aantal schilderijen van Sabatier bevinden zich in de Wallace Collection in Londen. Ook het schilderij Polichinelle (een nar) dat Ernest Meissonier schilderde op de deur van Sabatiers boudoir belandde uiteindelijk in het Hertford House. Meissonier - een van de wekelijkse salongasten - had dit schilderij eigenhandig uit de deur gezaagd en bijgeverfd toen Sabatier zich in 1861 vanwege geldgebrek genoodzaakt zag een groot aantal spullen uit haar inboedel te verkopen. Meisonnier die op dat moment al een van Frankrijks grootste schilders was, werkte het schilderij bij en zocht een lijst uit. Bij de veiling op 13 december 1861 bij veilinghuis Drouot bracht Meisonniers Polichinelle uiteindelijk 13.000 francs op. Het werd daar aangekocht door de kunstverzamelaar Richard Wallace, de biologische zoon van Richard Seymour-Conway (de vierde markies van Hertford), die enige tijd haar levensgezel was geweest. 

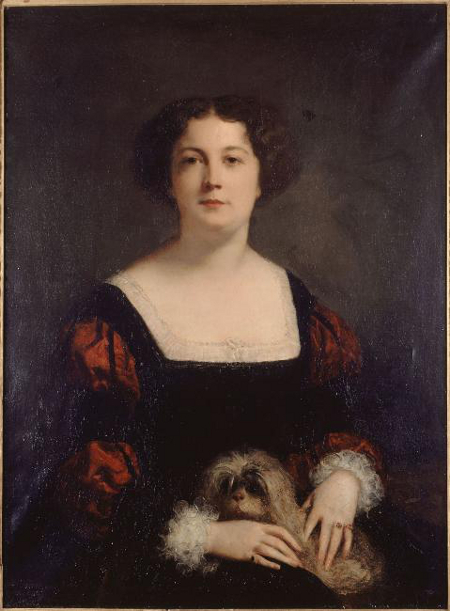
Portret van Sabatier door Gustave Ricard
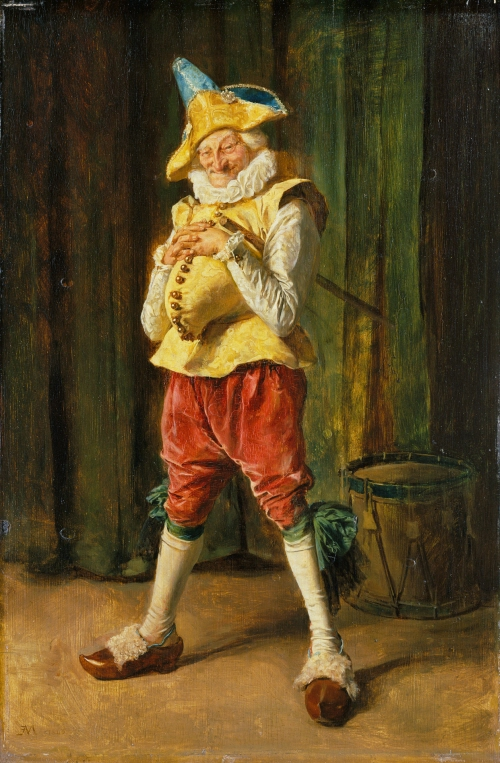
Polichinelle door Ernest Meissonier uit het boudoir van Sabatier